# Britta Johansson Norgren
Britta Johansson Norgren (Bälinge (Uppsala), 30 maart 1983) is een voormalige Zweedse langlaufster. Ze vertegenwoordigde haar vaderland op de Olympische Winterspelen 2006 in Turijn, Italië.

## Carrière
Bij haar wereldbekerdebuut in Borlänge scoorde Norgren direct haar eerste wereldbekerpunten. Tijdens de Olympische Winterspelen van 2006 in Turijn eindigde de Zweedse als elfde op de 10 kilometer klassiek, als dertiende op de sprint en als vijftiende op de 15 kilometer achtervolging. Op de 30 kilometer vrije stijl eindigde ze als achtentwintigste, samen met Anna Dahlberg, Elin Ek en Anna Karin Strömstedt eindigde ze als vierde op de 4x5 kilometer estafette. In oktober 2006 eindigde Norgren voor de eerste maal in haar carrière in de toptien van een wereldbekerwedstrijd. Op de wereldkampioenschappen langlaufen 2007 in het Japanse Sapporo eindigde de Zweedse als zesentwintigste op de sprint, als zevenentwintigste op de 15 kilometer achtervolging en als tweeëndertigste op de 30 kilometer klassiek. Op de estafette eindigde ze samen met Anna Dahlberg, Lina Andersson en Charlotte Kalla op de vierde plaats. In Liberec, Tsjechië nam Norgren deel aan de wereldkampioenschappen langlaufen 2009, op dit toernooi eindigde ze als negenendertigste op de sprint. Samen met Lina Andersson, Anna Haag en Charlotte Kalla veroverde ze de bronzen medaille op de 4x5 kilometer estafette.

## Resultaten

### Olympische Spelen
| Jaar | Plaats | Resultaten |
| ---- | ------ | --- |
| 2006 | Turijn | 11e 10 km (klassieke stijl) 13e Sprint (vrije stijl) 15e 15 km achtervolging 28e 30 km (vrije stijl) 4e 4x5 km estafette |
| 2014 | Sotsji | 39e 30 km skiatlon |

### Wereldkampioenschappen
| Jaar | Plaats  | Resultaten                                                                                           |
| ---- | ------- | --- |
| 2007 | Sapporo | 26e Sprint (klassieke stijl) 27e 15 km achtervolging 32e 30 km (klassieke stijl) 4e 4x5 km estafette |
| 2009 | Liberec | 39e Sprint (vrije stijl) · DNF 30 km (vrije stijl) · 4x5 km estafette                                |

### Wereldbeker

#### Eindklasseringen
| Seizoen   | Plaats | Punten |
| --------- | ------ | ------ |
| 2002/2003 | 102e   | 2      |
| 2005/2006 | 35e    | 162    |
| 2006/2007 | 38e    | 104    |
| 2007/2008 | 96e    | 4      |
| 2008/2009 | 31e    | 211    |

### Marathons
Worldloppet Cup zeges
| Nr. | Datum           | Plaats                     | Marathon    | Onderdeel                          |
| --- | --------------- | -------------------------- | ----------- | ---------------------------------- |
| 1.  | 31 januari 2016 | Val di Fiemme/Val di Fassa | Marcialonga | 70 km klassieke stijl (massastart) |

1. ↑  Maakte eveneens deel uit van de Ski Classics.

Ski Classics zeges
| Nr. | Datum            | Plaats                     | Marathon                | Onderdeel                           |
| --- | ---------------- | -------------------------- | ----------------------- | ----------------------------------- |
| 1.  | 1 februari 2015  | Oberammergau               | König-Ludwig-Lauf       | 46 km klassieke stijl (massastart)  |
| 2.  | 10 januari 2016  | Bedřichov                  | Isergebirgslauf         | 50 km klassieke stijl (massastart)  |
| 3.  | 23 januari 2016  | Zuoz                       | La Diagonela            | 55 km klassieke stijl (massastart)  |
| 4.  | 31 januari 2016  | Val di Fiemme/Val di Fassa | Marcialonga             | 70 km klassieke stijl (massastart)  |
| 5.  | 13 februari 2016 | Toblach                    | Toblach–Cortina         | 32 km klassieke stijl (massastart)  |
| 6.  | 3 december 2016  | Livigno                    | La Sgambeda             | 30 km klassieke stijl (massastart)  |
| 7.  | 5 maart 2017     | Sälen–Mora                 | Wasaloop                | 90 km klassieke stijl (massastart)  |
| 8.  | 25 maart 2017    | Vålådalen–Åre              | Årefjällsloppet         | 55 km klassieke stijl (massastart)  |
| 9.  | 2 december 2017  | Livigno                    | La Sgambeda             | 35 km klassieke stijl (massastart)  |
| 10. | 13 januari 2018  | Seefeld in Tirol           | Kaiser-Maximilian-Lauf  | 60 km klassieke stijl (massastart)  |
| 11. | 20 januari 2018  | Zuoz                       | La Diagonela            | 65 km klassieke stijl (massastart)  |
| 12. | 28 januari 2018  | Val di Fiemme/Val di Fassa | Marcialonga             | 70 km klassieke stijl (massastart)  |
| 13. | 3 februari 2018  | Toblach                    | Toblach–Cortina         | 50 km klassieke stijl (massastart)  |
| 14. | 18 februari 2018 | Bedřichov                  | Jizerská padesátka      | 50 km klassieke stijl (massastart)  |
| 15. | 2 december 2018  | Livigno                    | Proloog                 | 28 km klassieke stijl (individueel) |
| 16. | 12 januari 2019  | Seefeld in Tirol           | Kaiser-Maximilian-Lauf  | 40 km klassieke stijl (massastart)  |
| 17. | 27 januari 2019  | Val di Fiemme/Val di Fassa | Marcialonga             | 70 km klassieke stijl (massastart)  |
| 18. | 3 maart 2019     | Sälen–Mora                 | Wasaloop                | 90 km klassieke stijl (massastart)  |
| 19. | 1 december 2019  | Livigno                    | Proloog                 | 35 km klassieke stijl (individueel) |
| 20. | 1 februari 2020  | Toblach                    | Toblach–Cortina         | 42 km klassieke stijl (massastart)  |
| 21. | 9 februari 2020  | Bedřichov                  | Jizerská padesátka      | 50 km klassieke stijl (massastart)  |
| 22. | 8 januari 2022   | Sexten                     | Pustertaler Ski Maraton | 62 km klassieke stijl (massastart)  |
| 23. | 15 januari 2022  | Val Venosta                | La Venosta Time Trial   | 10 km klassieke stijl (individueel) |
| 24. | 20 februari 2022 | Otepää-Elva                | Tartu Maraton           | 63 km klassieke stijl (massastart)  |
| 25. | 9 april 2022     | Ylläs-Levi                 | Ylläs-Levi              | 70 km klassieke stijl (massastart)  |

1. ↑  Maakte eveneens deel uit van de Marathon resp. Worldloppet Cup.

Ski Classics Challenger zeges
| Nr. | Datum           | Plaats    | Marathon               | Onderdeel                          |
| --- | --------------- | --------- | ---------------------- | ---------------------------------- |
| 1.  | 18 januari 2020 | Östersund | Östersund Ski Marathon | 42 km klassieke stijl (massastart) |

Overige marathonzeges
| Nr. | Datum            | Plaats      | Marathon               | Onderdeel                          |
| --- | ---------------- | ----------- | ---------------------- | ---------------------------------- |
| 1.  | 27 februari 2016 | Oxberg–Mora | Tjejvasan              | 30 km klassieke stijl (massastart) |
| 2.  | 25 februari 2017 | Oxberg–Mora | Tjejvasan              | 30 km klassieke stijl (massastart) |
| 3.  | 29 april 2017    | Ísafjörður  | Fossavatn Ski Marathon | 50 km klassieke stijl (massastart) |
| 4.  | 23 februari 2019 | Oxberg–Mora | Tjejvasan              | 30 km klassieke stijl (massastart) |
| 5.  | 22 februari 2020 | Oxberg–Mora | Tjejvasan              | 30 km klassieke stijl (massastart) |